# Xyletinus sanguineocinctus
Xyletinus sanguineocinctus is een keversoort uit de familie klopkevers (Anobiidae). De wetenschappelijke naam van de soort is voor het eerst geldig gepubliceerd in 1859 door Fairmaire.